# Joachimshof (Breddin)
Joachimshof ist ein bewohnter Gemeindeteil von Breddin des Amtes Neustadt (Dosse) im Landkreis Ostprignitz-Ruppin in Brandenburg.

## Geographie
Der Ort liegt sieben Kilometer südsüdöstlich von Breddin auf der Gemarkung von Sophiendorf. Die Nachbarorte sind Stüdenitz im Norden, Lohm im Nordosten, Helenenhof und Roddahn im Osten, Babe im Südosten, Damerow und Klein Damerow im Südwesten sowie Waldfrieden und Voigtsbrügge im Nordwesten.

## Geschichte
Joachimshof wurde 1543 als Newenhof erstmals urkundlich erwähnt, gegen Ende des 18. Jahrhunderts erfolgte die Umbenennung nach dem damaligen Besitzer. Zur Zeit der Mark Brandenburg gehörte Joachimshof zum Kyritzischen Kreis, der im Kreis Ostprignitz der preußischen Provinz Brandenburg aufging. Zu DDR-Zeiten gehörte die Siedlung zum Kreis Kyritz.
Joachimshof war etwa ab dem späten 18. oder frühen 19. Jahrhundert ein Ortsteil der Gemeinde Voigtsbrügge. Nach der Auflösung der Gemeinde Voigtsbrügge am 1. Januar 1957 gehörte Joachimshof zur Gemeinde Sophiendorf, seit deren Auflösung am 1. Juli 1973 gehört Joachimshof zur Gemeinde Breddin.